# ドラゴンクエスト4コマクラブ
「ドラゴンクエスト4コマクラブ」は、『月刊少年ガンガン』（エニックス、現：スクウェア・エニックス）等で掲載されていたドラゴンクエストシリーズを題材とした読者投稿の4コマ漫画によるコーナー。

## 概要
1990年、「ドラゴンクエスト4コママンガ劇場」の単行本の発売にあわせ、ゲーム雑誌などの広告上でドラゴンクエストを対象とした4コマ漫画を募集した。当初は4コママンガ劇場単行本内（5巻まで）の巻末に収録されていた（同様の事はスーパーマリオ4コママンガ劇場でも行われた）。そして1991年3月には、読者の投稿作品だけを集めた番外編『4コマクラブ傑作集』として単独で発行されるようになった。
1991年4月に『月刊少年ガンガン』が創刊されると、4コマクラブは誌上のコーナーとなり、投稿作品が毎月掲載されるようになった。これ以降、作品が採用された、もしくは最終選考まで残り名前が誌上に掲載された各投稿者には、4コマクラブの会員ナンバーが付与された。会員ナンバーが付いた投稿者には、編集部より「4コマクラブ会員証」（カードサイズの紙製。表面には柴田亜美のイラストが描かれている）が送付された。
入選するとコーナー内、および番外編に作品が掲載されるほか、賞金としてスライム賞は5000円、キングスライム賞は10000円の賞金と、副賞として特製4コマ原稿用紙が進呈された。
また、入選から外れても、最終選考に作品が残った場合は誌上に名前が掲載され、その多くの作品は番外編『4コマクラブ傑作集』の「ロトの章」「天空の章」「モンスターの章」のいずれかに掲載された。番外編掲載者には、1本あたり3000円の原稿料が支払われた。また、中期以降には『合作4コマ』という巻頭カラーのコーナーがあり、最終選考に残った作品を対象に、作品のネタをプロの作家が描き直された。一部巻を除き、『合作4コマ』のもとになった作品は、表紙カバーをはずした中の表紙・裏表紙に掲載された。
このコーナーは漫画家デビューの登竜門でもあり、初期は1年で得られたポイントにより、最盛期はキングスライム賞受賞者の中から選ばれた数人が年に一度の「4コママンガカーニバル」参加でき、読者投票で1位となった投稿者が4コマキングとしてデビューできた。
4コマキング以外にも漫画家デビューした投稿者は多く、そのほとんどが4コママンガ劇場の他、『月刊少年ガンガン』・『月刊少年ギャグ王』等で活躍していった。
しかしドラクエ4コマ人気の衰えに加え、新人発掘の役目も新人漫画賞に取って代わられるようになり、年4回に変更。2004年に終了することとなる。傑作集は23巻まで発行。会員数は1000を越えた。その後新たにゲーム4コマの投稿コーナーが『ガンガン』誌上で作られる予定であったが、結局作られることはなかった。

## 主な投稿者
会員ナンバー順、括弧の名は別ペンネーム。なお4コマクラブ以外から漫画家デビューした者も含まれている。
- 中井一輝《ナンバーが付けられる以前に投稿》
- 0018 - 丹羽俊晴（にはとしはる）
- 0031 - 田村きいろ（きいろ）
- 0048 - 雁えりか
- 0051 - 野国由紀
- 0056 - タイジャンホクト（関野マリコ）
- 0057 - 牧野博幸
- 0078 - 奈津美柑
- 0103 - 染宮和子 初代4コマキング
- 0104 - たるみ
- 0105 - 白石琴似
- 0109 - 夜麻みゆき
- 0110 - 浅村イオン（イオン、時の女、現：藍月イオン）
- 0131 - 藤田佳子（藤田るな）
- 0134 - 主任（藤真つかさ）
- 0140 - 池野カエル（箱絵智一、中村ともかず） 二代目4コマキング
- 0142 - 浅野倫子（現：浅野りん）
- 0216 - 祐太郎（現：川本祐太郎）
- 0203 - よしむらなつき
- 0231 - 秋茜（タタラ、現：夏緑）
- 0241 - ナイダウル内田（現：内田じゅんた）
- 0242 - 幸宮チノ（チノ）
- 0247 - 越後屋サイバン（獄中刑事サイバン、現：Cyban）
- 0293 - 魔神ぐり子（魔神具利娘）
- 0294 - 藤森ナッツ（ナッツ）
- 0324 - 結城まさのへ 七代目4コマキング
- 0327 - 霧香&聖娜（現：たかなし霧香）
- 0357 - 龍波小鳥
- 0360 - ちるみる（現：いかわあや） 三代目4コマキング
- 0362 - あずき・まめお
- 0373 - 三剣もとか
- 0381 - 野原すずかけ（すずかけ、卯月すずかけ、現：野広実由）
- 0382 - ゆうり（現：川崎ゆうり）
- 0414 - 藤凪かおる（藤井昴）
- 0425 - 小椋みき
- 0469 - 堀田ナポリ
- 0506 - 神田達志
- 0537 - 風峰ゆいな（風峰唯菜）
- 0558 - 山崎渉 四代目4コマキング
- 0577 - 水谷みか
- 0621 - ゆきえ(現：森ゆきえ）
- 0626 - 福地翼
- 0664 - 天空宇宙流
- 0683 - 神崎りゅう子 五代目4コマキング
- 0735 - プチ侍 六代目4コマキング
- 0761 - 堀口レオ 八代目4コマキング
- 0775 - 夏海ケイ
- 0795 - 江本聖
- 0836 - 岡村多香子
- 0890 - 天宮霞
- 0951 - 貴嶋あずさ(現：あずみきし）
- 1062 - かなめゆきしろ

## 4コマクラブ傑作集
『ドラゴンクエスト4コママンガ劇場』番外編として、投稿作品を集めた単行本が23巻まで発行された。1・2巻は『ガンガン』創刊以前のもので、投稿者には会員ナンバーがついていない。
表紙は1巻から5巻まで柴田亜美、6巻から14巻まで夜麻みゆき、15巻は浅野りん、16・17・23巻は牧野博幸、18巻は幸宮チノ、20巻から22巻は山崎渉。

### 内容
ロトの章
入選から外れたが最終選考に残った作品のうち、『I』から『III』までのロトシリーズの登場人物を扱った作品を掲載。
天空の章
入選から外れたが最終選考に残った作品のうち、『IV』から『VI』までの天空シリーズの登場人物を扱った作品を掲載。
モンスターの章
入選から外れたが最終選考に残った作品のうち、モンスターを扱った作品を掲載。
スライム賞（3巻は4コマクラブ賞）
3巻以降に登場。3巻では「4コマクラブ賞」、4巻以降が「スライム賞」となっている。『月刊少年ガンガン』に掲載された作品のうち、キングスライム賞以外の作品を掲載。
キングスライム賞
1・2巻では更にすずや那智賞、石田和明賞、栗本和博賞、柴田亜美賞に分けられ、それぞれの漫画家が選んだ作品を掲載。3巻以降は『月刊少年ガンガン』に掲載された作品のうち、特に優秀な作品を掲載。